# Saison 2011-2012 du LOSC Lille Métropole
Maillots
Dernière mise à jour : 18 août 2012.
Chronologie
Saison précédente Saison suivante
La saison 2011-2012 du LOSC Lille Métropole est la cinquante-et-deuxième saison du club nordiste en première division du championnat de France, la douzième consécutive du club au sommet de la hiérarchie du football français.
Rudi Garcia, entraîneur français de 47 ans, est à la tête du staff lillois cette saison-là. Il met en place une tactique portée vers l'offensive et le jeu en mouvement. Il doit faire face aux départs de plusieurs joueurs majeurs du LOSC, comme le milieu de terrain Yohan Cabaye, l'attaquant Gervinho ou le défenseur Adil Rami, ainsi que celui de Moussa Sow, lors du mercato d'hiver.
L'objectif du club cette saison, « pouvoir jouer la Ligue des Champions dans le Grand Stade », est rapidement atteint ; le LOSC apparaît sur le podium une première fois lors de la cinquième journée du championnat puis la récupère lors de la onzième journée pour ne plus la quitter jusqu'au terme de la Ligue 1. Le LOSC perd mathématiquement son titre de champion de France lors de l'avant-dernière journée, en s'inclinant sur la pelouse du Montpellier HSC. Quelques mois plus tôt, les Dogues tenants de la coupe de France se sont fait éliminer en huitièmes de finale par les voisins du Valenciennes FC.
Dans les autres coupes nationales, les Lillois découvrent en début de saison le Trophée des champions sur une défaite face à l'Olympique de Marseille puis sont battus une troisième année consécutive en quarts de finale de la coupe de la Ligue.
Qualifié en tant que champion de France pour la Ligue des Champions, le LOSC participe à la prestigieuse compétition continentale cette saison mais termine dernier du groupe B alors qu'une qualification pour la phase finale était envisageable lors de la dernière journée du groupe.

## Avant-saison

### Transferts

#### Mercato d'été
| Type            | Date            | Prix    | Joueur                  | Ancien/Nouveau club   |
| Achats · (14M€) | -               | 1.5M€   | Ronny Rodelin           | FC Nantes (D2)        |
| Achats · (14M€) | -               | 0.5M€   | David Rozehnal          | Hambourg SV (D1)      |
| Achats · (14M€) | -               | 2M€     | Marko Baša              | Lokomotiv Moscou (D1) |
| Achats · (14M€) | 28 juin 2011    | 9M€     | Dimitri Payet           | AS Saint-Étienne (D1) |
| Achats · (14M€) | 29 juin 2011    | Gratuit | Vincent Enyeama         | Hapoël Tel-Aviv (D1)  |
| Achats · (14M€) | 30 juin 2011    | 1M€     | Benoît Pedretti         | AJ Auxerre (D1)       |
| Achats · (14M€) | 18 juillet 2011 | Gratuit | Laurent Bonnart         | AS Monaco (D2)        |
| Achats · (14M€) | 30 juillet 2011 | Gratuit | Ireneusz Jelen          | AJ Auxerre (D1)       |
| Prêts           | -               |         | Joe Cole                | Liverpool FC (D1)     |
| Fin de contrat  | -               | Gratuit | Pierre-Baptiste Baherlé | US Boulogne (D2)      |
| Fin de contrat  | -               | Gratuit | Ludovic Butelle         | AC Arles-Avignon (D2) |
| Fin de contrat  | -               | Gratuit | Pierre-Alain Frau       | SM Caen (D1)          |
| Ventes · (17M€) | 10 juin 2011    | 5M€     | Yohan Cabaye            | Newcastle United (D1) |
| Ventes · (17M€) | -               | Gratuit | Nicolas Fauvergue       | CS Sedan (D2)         |
| Ventes · (17M€) | 18 juillet      | 12M€    | Gervinho                | Arsenal (D1)          |
| Prêt            | -               | Gratuit | Jerry Vandam            | SM Caen (D1)          |
| Retour de prêt  | -               | Gratuit | Adil Rami               | Valence CF (D1)       |

### Préparation d'avant-saison
La reprise est prévu le 30 juin, vont suivre 2 stages de préparations et 6 matchs amicaux
1° stage de préparation : Saint-Jean-de-Luz du 3 juillet au 9 juillet
2° stage de préparation : Chambon-sur-Lignon du 19 juillet au 24 juillet

## Compétitions

### Championnat
La saison 2011-2012 de Ligue 1 est la soixante-quatorzième édition du championnat de France de football et la dixième sous l'appellation « Ligue 1 ». La division oppose vingt clubs en une série de trente-huit rencontres jouées. Les meilleurs de ce championnat se qualifient pour les coupes d'Europe que sont la Ligue des Champions (le podium) et la Ligue Europa (le quatrième et les vainqueurs des coupes nationales).
Les quatre favoris pour le titre sont le LOSC, tenant du titre, l'Olympique de Marseille, champion et vice-champion de France lors de deux dernières saisons, l'Olympique lyonnais et le Paris Saint-Germain à la suite de l'arrivée d'investisseurs qatariens et d'un recrutement de qualité.

#### Classement et statistiques
Extrait du classement de Ligue 1 2011-2012
| Rang | Équipe                | Pts | J  | G  | N  | P  | Bp | Bc | Diff |
| --- | --------------------- | --- | -- | -- | -- | -- | -- | -- | ---- |
| 1 | Montpellier HSC       | 82  | 38 | 25 | 7  | 6  | 68 | 34 | +34  |
| 2 | Paris SG              | 79  | 38 | 23 | 10 | 5  | 75 | 41 | +34  |
| 3 | LOSC Lille Métropole  | 74  | 38 | 21 | 11 | 6  | 72 | 39 | +33  |
| 4 | Olympique lyonnais    | 64  | 38 | 19 | 7  | 12 | 64 | 51 | +13  |
| 5 | Girondins de Bordeaux | 61  | 38 | 16 | 13 | 9  | 53 | 41 | +12  |
| - Phase de groupes de la Ligue des Champions 2012-2013 - Barrages de la Ligue des Champions 2012-2013 - Phases de groupes de la Ligue Europa 2012-2013 - Barrages de la Ligue Europa 2012-2013 |                       |     |    |    |    |    |    |    |      |

### Trophée des champions
Le Trophée des champions est un trophée coorganisé par l'Union des journalistes de sport en France et la Ligue de football professionnel. Ce match, qui se déroule en ouverture de la saison, oppose en principe le champion de France et le vainqueur de la Coupe de France en titre.
Pour l'édition 2011, le LOSC qui a réalisé le doublé championnat et coupe de France la saison précédente affronte le vice-champion en titre, l'Olympique de Marseille. La rencontre se déroule le 27 juillet 2011 au stade de Tanger ; il s'agit de la troisième édition de suite disputée hors de France après des délocalisations au Canada et en Tunisie.

### Coupe de France
Le LOSC, tenant du titre début par une entrée en lice à Beauvais et une victoire facile contre Chantilly (0-6).
Au tour suivant, les dogues se déplacent à nouveau au stade Pierre-Brisson pour affronter cette fois-ci Compiègne, qui est battu en prolongations grâce à un but de Gianni Bruno.
En 1/8, c'est lors d'un derby contre Valenciennes que le parcours de Lille s'achève au stade du Hainaut.

### Coupe de la Ligue
En tant que club jouant une coupe d'Europe, Lille n'entre en lice qu'à partir des 1/8 de finale, contre Sedan.
Les dogues sont éliminés en 1/4 à Lyon.

### Ligue des Champions

#### Parcours en Ligue des Champions
Placé dans le troisième chapeau lors du tirage au sort des groupes de la Ligue des Champions, le LOSC hérite d'un groupe relativement jouable composé de l'Inter Milan, club italien vainqueur de la compétition en 2010, du CSKA Moscou, deuxième du championnat de Russie la saison précédente, et de Trabzonspor, vice-champion de Turquie lors de l'exercice précédent qui remplace le Fenerbahçe après son exclusion par l'UEFA.
Lors de la première journée, Lille reçoit Moscou, qu'il parvient à mener 2-0. Les dogues sont toutefois rattrapés 2-2 en fin de match et concèdent le nul. Ils obtiennent ensuite un nul à Trabzonspor. Défait à deux reprises par l'Inter Milan, Lille réalise l'exploit de l'emporter dans le froid moscovite (0-2). Cette victoire place les nordistes en position de force lors de l'ultime journée, à domicile face à Trabzonspor, tête de série numéro 4. Alors qu'une victoire devait permettre de rejoindre les 1/8, les dogues sont incapables de trouver la faille dans une défense turque regroupée. Pire encore, dans le même temps Moscou l'emporte à Milan et dépasse Lille, qui finit dernier du groupe.

### Matchs officiels de la saison
Le tableau ci-dessous retrace dans l'ordre chronologique les rencontres officielles jouées par le LOSC Lille Métropole durant la saison. Les buteurs sont accompagnés d'une indication entre parenthèses sur la minute de jeu où est marqué le but.
Le bilan général de la saison est de 3 victoires, 3 matchs nul et 2 défaites.

## Joueurs et encadrement technique

### Effectif et encadrement

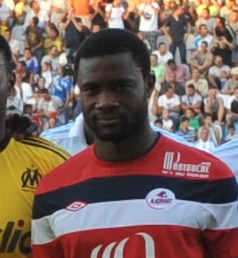
Aurélien Chedjou lors du Trophée des champions 2011.

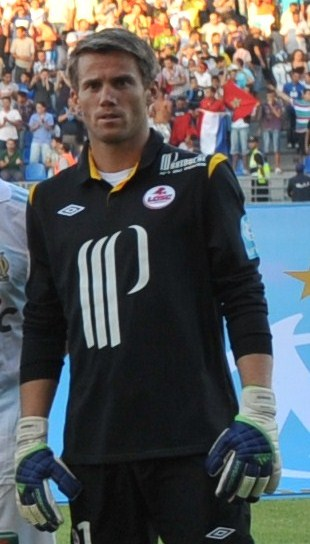
Mickaël Landreau lors du Trophée des champions 2011.

L'équipe est entraînée par Rudi Garcia. Entraîneur de 46 ans en poste depuis l'été 2008, il est passé par le club nordiste en tant que joueur, milieu offensif du LOSC entre 1982 et 1988. Il débute en 1994 sa carrière de technicien à l'AS Corbeil-Essonnes, en tant qu'entraîneur-joueur. Il rejoint en 1999 l'AS Saint-Étienne qui évolue alors en Division 2. D'abord réparateur physique, il devient adjoint avant de prendre l'encadrement de l'équipe première entre janvier et août 2001. À l'été 2002, il rejoint le Dijon FCO avec lequel il contribue à la professionnalisation du club et la montée en Ligue 2. Après d'un passage au Mans lors de la saison 2007-2008, Garcia rompt son contrat avec le club manceau pour rejoindre le LOSC pendant l'été 2008.
Le capitaine de l'équipe est le milieu défensif français Rio Mavuba. Formé aux Girondins de Bordeaux, il débute en Ligue 1 lors de la saison 2003-2004. D'abord cadre de l'équipe bordelaise, il perd la confiance de son entraîneur ainsi que son statut de titulaire. En 2007, il rejoint Villarreal mais en Espagne, Mavuba joue très peu, si bien qu'au mercato d'hiver 2008, le club espagnol trouve un accord avec le LOSC pour un prêt. En juin 2008, Lille lève l'option d'achat pour transférer définitivement Mavuba.
Le tableau suivant liste l'effectif professionnel du LOSC Lille Métropole pour la saison 2011-2012.

### Joueurs en équipe de France
Avec le départ d'Adil Rami et de Yohan Cabaye, le Losc perd ses deux internationaux mais avec le recrutement de Dimitri Payet, le Losc possède toujours dans son effectif un joueur susceptible d'être sélectionné en équipe de France

## Aspects juridiques et économiques

### Structure juridique et organigramme
En 2010-2011, l'équipe professionnelle est gérée par la société anonyme sportive professionnelle (SASP) LOSC Lille Métropole. La SASP est liée par le biais d'une convention à l'association loi de 1901 LOSC Lille Métropole Association, structure qui regroupe le centre de formation et les équipes amateurs du club. Cette association a signé des conventions de partenariat avec une trentaine de clubs amateurs de la région.
La SASP est détenue à 96 % par la société anonyme holding SOCLE depuis la privatisation effectuée en 1999-2000. Le désengagement progressif de Francis Graille du LOSC amorcé en février 2002 permet à Michel Seydoux d'accéder à la présidence de la SASP en avril 2002 puis à la présidence et direction générale en juin 2009. En 2004, Luc Dayan, ancien président de la SASP mais toujours actionnaire de SOCLE, transmet ses parts sociales à Seydoux et Isidore Partouche. Ainsi, Dayan quitte le capital de la société et Seydoux devient actionnaire majoritaire avec 55 % des parts sociales de la SASP, devant le groupe Partouche détenant 40 % du capital social ainsi que les deux autres actionnaires Philippe Amzalak et Julien Seydoux. Directeur général adjoint de la SASP depuis 2009 et directeur général de l'association, Frédéric Paquet est le lien entre les deux entités.
|                                         |                                         |                                         |                                         |                                         |                                         |  |  |                                   |                                   |                                   |                                   |                                   |                                   |  |  |                               |                               |                               |                               | Président-Directeur Général Michel Seydoux |                               |  |  |                                         |                                         |                                         |                                         |                                         |                                         |                                     |                                     |                                       |                                       |                                       |                                       |                                       |                                       |  |  |                                              |                                              |                                              |                                              |                                              |                                              |  |  |  |  |  |  |  |  |  |  |  |  |  |  |  |  |  |  |  |  |  |  |  |  |  |  |  |  |  |  |  |  |  |  |  |  |
|                                         |                                         |                                         |                                         |                                         |                                         |  |  |                                   |                                   |                                   |                                   |                                   |                                   |  |  |                               |                               |                               |                               |                                            |                               |  |  |                                         |                                         |                                         |                                         |                                         |                                         |                                     |                                     |                                       |                                       |                                       |                                       |                                       |                                       |  |  |                                              |                                              |                                              |                                              |                                              |                                              |  |  |  |  |  |  |  |  |  |  |  |  |  |  |  |  |  |  |  |  |  |  |  |  |  |  |  |  |  |  |  |  |  |  |  |  |
|                                         |                                         |                                         |                                         |                                         |                                         |  |  |                                   |                                   |                                   |                                   |                                   |                                   |  |  |                               |                               |                               |                               |                                            |                               |  |  |                                         |                                         |                                         |                                         |                                         |                                         |                                     |                                     |                                       |                                       |                                       |                                       |                                       |                                       |  |  |                                              |                                              |                                              |                                              |                                              |                                              |  |  |  |  |  |  |  |  |  |  |  |  |  |  |  |  |  |  |  |  |  |  |  |  |  |  |  |  |  |  |  |  |  |  |  |  |
|                                         |                                         |                                         |                                         |                                         |                                         |  |  | Dir. gén. adjoint Frédéric Paquet | Dir. gén. adjoint Frédéric Paquet | Dir. gén. adjoint Frédéric Paquet | Dir. gén. adjoint Frédéric Paquet | Dir. gén. adjoint Frédéric Paquet | Dir. gén. adjoint Frédéric Paquet |  |  |                               |                               |                               |                               |                                            |                               |  |  |                                         |                                         |                                         |                                         |                                         |                                         | Dir. gén. adjoint Didier de Climmer | Dir. gén. adjoint Didier de Climmer | Dir. gén. adjoint Didier de Climmer   | Dir. gén. adjoint Didier de Climmer   | Dir. gén. adjoint Didier de Climmer   | Dir. gén. adjoint Didier de Climmer   |                                       |                                       |  |  |                                              |                                              |                                              |                                              |                                              |                                              |  |  |  |  |  |  |  |  |  |  |  |  |  |  |  |  |  |  |  |  |  |  |  |  |  |  |  |  |  |  |  |  |  |  |  |  |
|                                         |                                         |                                         |                                         |                                         |                                         |  |  | Dir. gén. adjoint Frédéric Paquet | Dir. gén. adjoint Frédéric Paquet | Dir. gén. adjoint Frédéric Paquet | Dir. gén. adjoint Frédéric Paquet | Dir. gén. adjoint Frédéric Paquet | Dir. gén. adjoint Frédéric Paquet |  |  |                               |                               |                               |                               |                                            |                               |  |  |                                         |                                         |                                         |                                         |                                         |                                         | Dir. gén. adjoint Didier de Climmer | Dir. gén. adjoint Didier de Climmer | Dir. gén. adjoint Didier de Climmer   | Dir. gén. adjoint Didier de Climmer   | Dir. gén. adjoint Didier de Climmer   | Dir. gén. adjoint Didier de Climmer   |                                       |                                       |  |  |                                              |                                              |                                              |                                              |                                              |                                              |  |  |  |  |  |  |  |  |  |  |  |  |  |  |  |  |  |  |  |  |  |  |  |  |  |  |  |  |  |  |  |  |  |  |  |  |
|                                         |                                         |                                         |                                         |                                         |                                         |  |  |                                   |                                   |                                   |                                   |                                   |                                   |  |  |                               |                               |                               |                               |                                            |                               |  |  |                                         |                                         |                                         |                                         |                                         |                                         |                                     |                                     |                                       |                                       |                                       |                                       |                                       |                                       |  |  |                                              |                                              |                                              |                                              |                                              |                                              |  |  |  |  |  |  |  |  |  |  |  |  |  |  |  |  |  |  |  |  |  |  |  |  |  |  |  |  |  |  |  |  |  |  |  |  |
| Dir. juridique et admin. Julien Mordacg | Dir. juridique et admin. Julien Mordacg | Dir. juridique et admin. Julien Mordacg | Dir. juridique et admin. Julien Mordacg | Dir. juridique et admin. Julien Mordacg | Dir. juridique et admin. Julien Mordacg |  |  | Dir. sportif Frédéric Paquet      | Dir. sportif Frédéric Paquet      | Dir. sportif Frédéric Paquet      | Dir. sportif Frédéric Paquet      | Dir. sportif Frédéric Paquet      | Dir. sportif Frédéric Paquet      |  |  | Dir. financier Reynald Berghe | Dir. financier Reynald Berghe | Dir. financier Reynald Berghe | Dir. financier Reynald Berghe | Dir. financier Reynald Berghe              | Dir. financier Reynald Berghe |  |  | Dir. communication Aurélien Delespierre | Dir. communication Aurélien Delespierre | Dir. communication Aurélien Delespierre | Dir. communication Aurélien Delespierre | Dir. communication Aurélien Delespierre | Dir. communication Aurélien Delespierre |                                     |                                     | Dir. des opérations Didier de Climmer | Dir. des opérations Didier de Climmer | Dir. des opérations Didier de Climmer | Dir. des opérations Didier de Climmer | Dir. des opérations Didier de Climmer | Dir. des opérations Didier de Climmer |  |  | Dir. commercial et marketing Guillaume Gallo | Dir. commercial et marketing Guillaume Gallo | Dir. commercial et marketing Guillaume Gallo | Dir. commercial et marketing Guillaume Gallo | Dir. commercial et marketing Guillaume Gallo | Dir. commercial et marketing Guillaume Gallo |  |  |  |  |  |  |  |  |  |  |  |  |  |  |  |  |  |  |  |  |  |  |  |  |  |  |  |  |  |  |  |  |  |  |  |  |
| Dir. juridique et admin. Julien Mordacg | Dir. juridique et admin. Julien Mordacg | Dir. juridique et admin. Julien Mordacg | Dir. juridique et admin. Julien Mordacg | Dir. juridique et admin. Julien Mordacg | Dir. juridique et admin. Julien Mordacg |  |  | Dir. sportif Frédéric Paquet      | Dir. sportif Frédéric Paquet      | Dir. sportif Frédéric Paquet      | Dir. sportif Frédéric Paquet      | Dir. sportif Frédéric Paquet      | Dir. sportif Frédéric Paquet      |  |  | Dir. financier Reynald Berghe | Dir. financier Reynald Berghe | Dir. financier Reynald Berghe | Dir. financier Reynald Berghe | Dir. financier Reynald Berghe              | Dir. financier Reynald Berghe |  |  | Dir. communication Aurélien Delespierre | Dir. communication Aurélien Delespierre | Dir. communication Aurélien Delespierre | Dir. communication Aurélien Delespierre | Dir. communication Aurélien Delespierre | Dir. communication Aurélien Delespierre |                                     |                                     | Dir. des opérations Didier de Climmer | Dir. des opérations Didier de Climmer | Dir. des opérations Didier de Climmer | Dir. des opérations Didier de Climmer | Dir. des opérations Didier de Climmer | Dir. des opérations Didier de Climmer |  |  | Dir. commercial et marketing Guillaume Gallo | Dir. commercial et marketing Guillaume Gallo | Dir. commercial et marketing Guillaume Gallo | Dir. commercial et marketing Guillaume Gallo | Dir. commercial et marketing Guillaume Gallo | Dir. commercial et marketing Guillaume Gallo |  |  |  |  |  |  |  |  |  |  |  |  |  |  |  |  |  |  |  |  |  |  |  |  |  |  |  |  |  |  |  |  |  |  |  |  |
|                                         |                                         |                                         |                                         | Entraîneur de l'équipe pro. Rudi Garcia |                                         |  |  |                                   |                                   |                                   |                                   |                                   |                                   |  |  |                               |                               |                               |                               |                                            |                               |  |  |                                         |                                         |                                         |                                         |                                         |                                         |                                     |                                     |                                       |                                       |                                       |                                       |                                       |                                       |  |  |                                              |                                              |                                              |                                              |                                              |                                              |  |  |  |  |  |  |  |  |  |  |  |  |  |  |  |  |  |  |  |  |  |  |  |  |  |  |  |  |  |  |  |  |  |  |  |  |
|                                         |                                         |                                         |                                         |                                         |                                         |  |  |                                   |                                   |                                   |                                   |                                   |                                   |  |  |                               |                               |                               |                               |                                            |                               |  |  |                                         |                                         |                                         |                                         |                                         |                                         |                                     |                                     |                                       |                                       |                                       |                                       |                                       |                                       |  |  |                                              |                                              |                                              |                                              |                                              |                                              |  |  |  |  |  |  |  |  |  |  |  |  |  |  |  |  |  |  |  |  |  |  |  |  |  |  |  |  |  |  |  |  |  |  |  |  |

### Équipementiers et sponsors

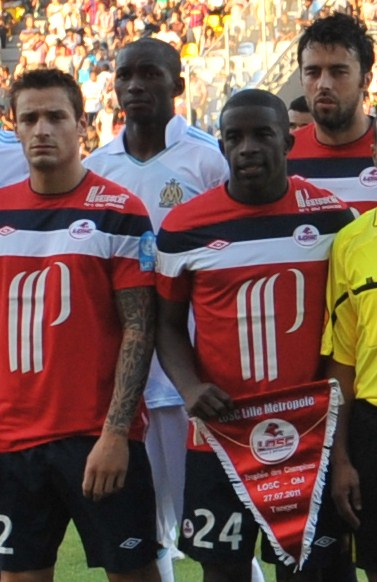
Maillot 2011-2012 porté lors du Trophée des champions 2011.

Après la rupture du contrat par le marque néo-zélandaise Canterbury, le LOSC cherche un nouveau équipementier pour la saison 2010-2011. C'est sur Umbro que va se porter le choix du club nordiste qui se fera fournir les maillots jusqu'en 2016. Umbro est le quatorzième équipementier qu'ait connu le LOSC, après notamment Le coq sportif, le premier équipementier du LOSC entre 1968 et 1975, l'allemand Puma ou l'américain Nike.
Les premiers sponsors apparaissent sur les maillots lillois dans les années 1970, après la remontée du club en deuxième division. La limonade Pel d'Or de la marque Pelforth, le constructeur automobile Simca et le charcutier Jean Caby deviennent les pionniers. En 1974, Peaudouce s'installe sur les maillots et ce jusqu'à la fin de la saison 1987-1988, au moment de son rachat par Svenska Cellulosa. Ainsi Peaudouce est le sponsor le plus fidèle qu'a connu le LOSC depuis sa création avec 14 ans d'apparition sur le maillot des Dogues. Pour la saison 2010-2011, le seul sponsor présent sur les maillots du club est le groupe Partouche, actionnaire minoritaire de la SASP depuis 2004. Le logo du groupe spécialisé dans les casinos et les hôtels fait une apparition sur les maillots dès la saison 1998-1999 avant de se retirer pour trois saisons laissant la place à la banque néerlandaise ING Direct fraîchement implantée en France. Ainsi depuis 2003, Partouche est présent sur les maillots sans interruption.

## Affluence
En attendant la livraison du Grand Stade l'année prochaine (saison 2012-2013) , l'affluence du LOSC est limité par les capacités d’accueil du Stadium Nord

## Équipe réserve

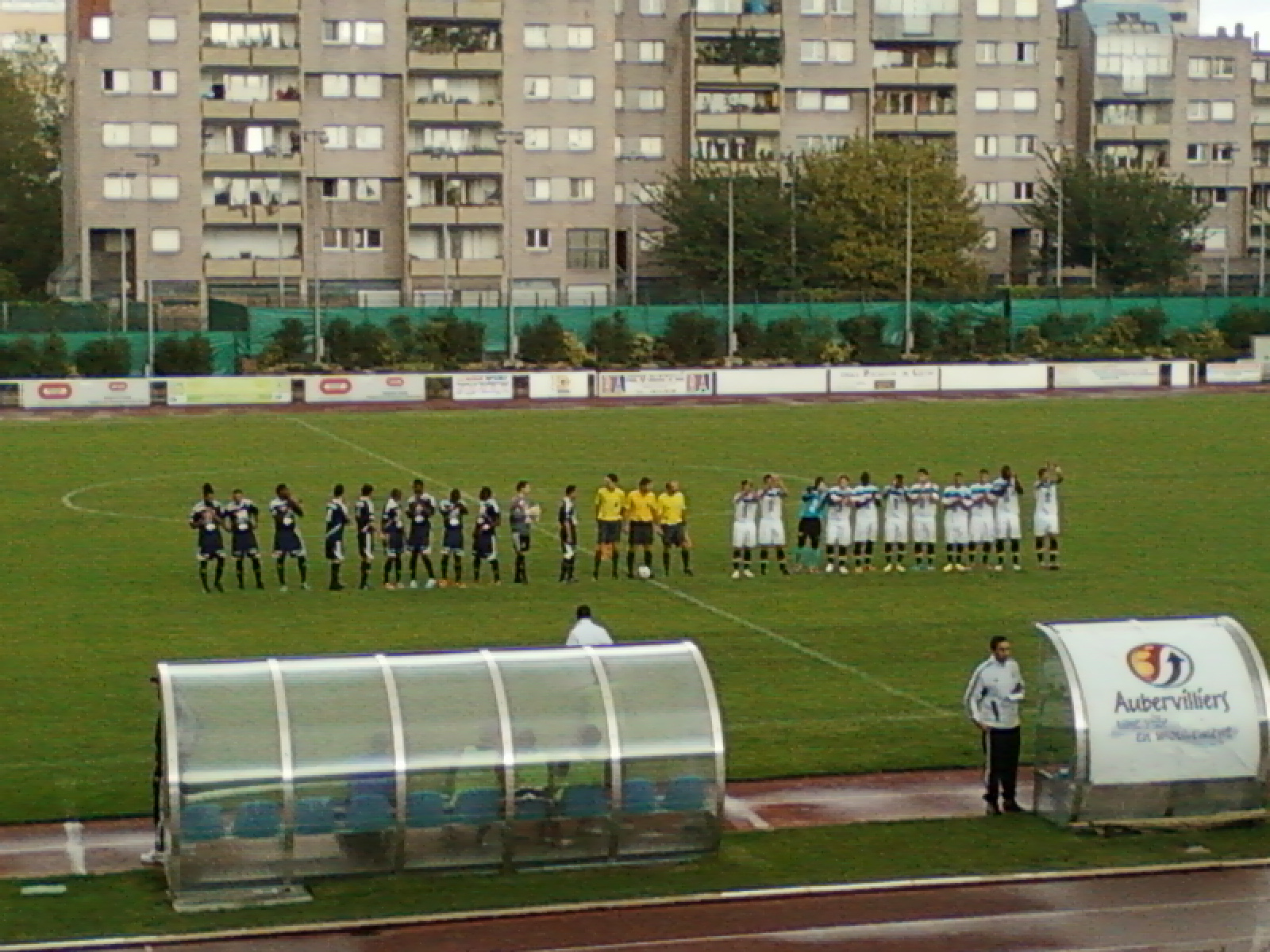
L'équipe réserve (en blanc) lors du match contre le FCM Aubervilliers du 27 août 2011

L’équipe réserve du LOSC sert de tremplin vers le groupe professionnel pour les jeunes du centre de formation du domaine de Luchin. Depuis le départ de Pascal Plancque durant l'été 2009, elle est entraînée par Rachid Chibab, anciennement entraîneur des équipes de jeunes du LOSC.